# La universidad, la familia y el deporte en México
La universidad, la familia y el deporte en México es una obra inconclusa de Diego Rivera de 1949 ubicado en el Estadio Olímpico Universitario de la Universidad Nacional Autónoma de México (UNAM).

## Descripción
La obra es un relieve hecho con piedras de colores colocado en la parte oriente de los taludes del estadio olímpico. Muestra en distintos planos los símbolos de la UNAM, el águila real y el cóndor andino posados en una nopalera; la familia, mediante tres personas que le dan una paloma como símbolo de la paz a una niña y el deporte, mediante dos atletas, un hombre y una mujer con atuendos deportivos que están encendiendo dos antorchas olímpicas. Debajo de la composición se encuentra Quetzalcóatl adornado con mazorcas de maíz. Es llamada por Louise Noelle una "pinto-escultura".

## Historia
En la época en la que fue creada la obra algunos muralistas mexicanos realizaron obras artísticas basadas en la llamada integración plástica, es decir, la disposición de obras plásticas dentro de los edificios. Autores como Carlos Mérida y el propio Rivera llevarían tal corriente a un punto que buscaba equiparar el trabajo de los albañiles, carpinteros o canteros con los de los muralistas, trabajando de manera integrada y simultánea.
Los arquitectos del estadio Augusto Pérez Palacios, Jorge Bravo y Raúl Salinas idearon la colocación de un mural de grandes dimensiones en los taludes exteriores del estadio. Para ello contemplaron a Luis Ortiz Monasterio y a David Alfaro Siqueiros, dando finalmente el proyecto a Diego Rivera por temas presupuestales y por la amistad que este último tenía con Pérez Palacios.
En su creación participaron además de Rivera un total de 70 ayudantes y 12 pintores y arquitectos. La idea original de Rivera comprendía todos los taludes del estadio, sin embargo falleció antes de concluirlos.